# Toucanet de Derby
Aulacorhynchus derbianus
Espèce
Statut de conservation UICN

 LC  : Préoccupation mineure
Le Toucanet de Derby (Aulacorhynchus derbianus) est une espèce d'oiseau de la famille des Ramphastidae.

## Description
Cet oiseau a un plumage essentiellement vert.

## Répartition
Cette espèce est endémique de la zone néotropicale (Colombie, Venezuela, Guyana, Suriname, Brésil, Équateur, Pérou et Bolivie).[citation nécessaire]

## Sous-espèces
Cet oiseau est représenté par 5 sous-espèces:[citation nécessaire]
- Aulacorhynchus derbianus derbianus Gould, 1835 ;
- Aulacorhynchus derbianus duidae Chapman, 1929 ;
- Aulacorhynchus derbianus nigrirostris Traylor, 1951 ;
- Aulacorhynchus derbianus osgoodi Blake, 1941 ;
- Aulacorhynchus derbianus whitelianus (Salvin & Godman, 1882).